# Hutto
Hutto är en stad i Williamson County i delstaten Texas i södra USA. Staden ligger öster om staden Round Rock. Vid folkräkningen 2020 hade staden 27 577 invånare.

## Bilder

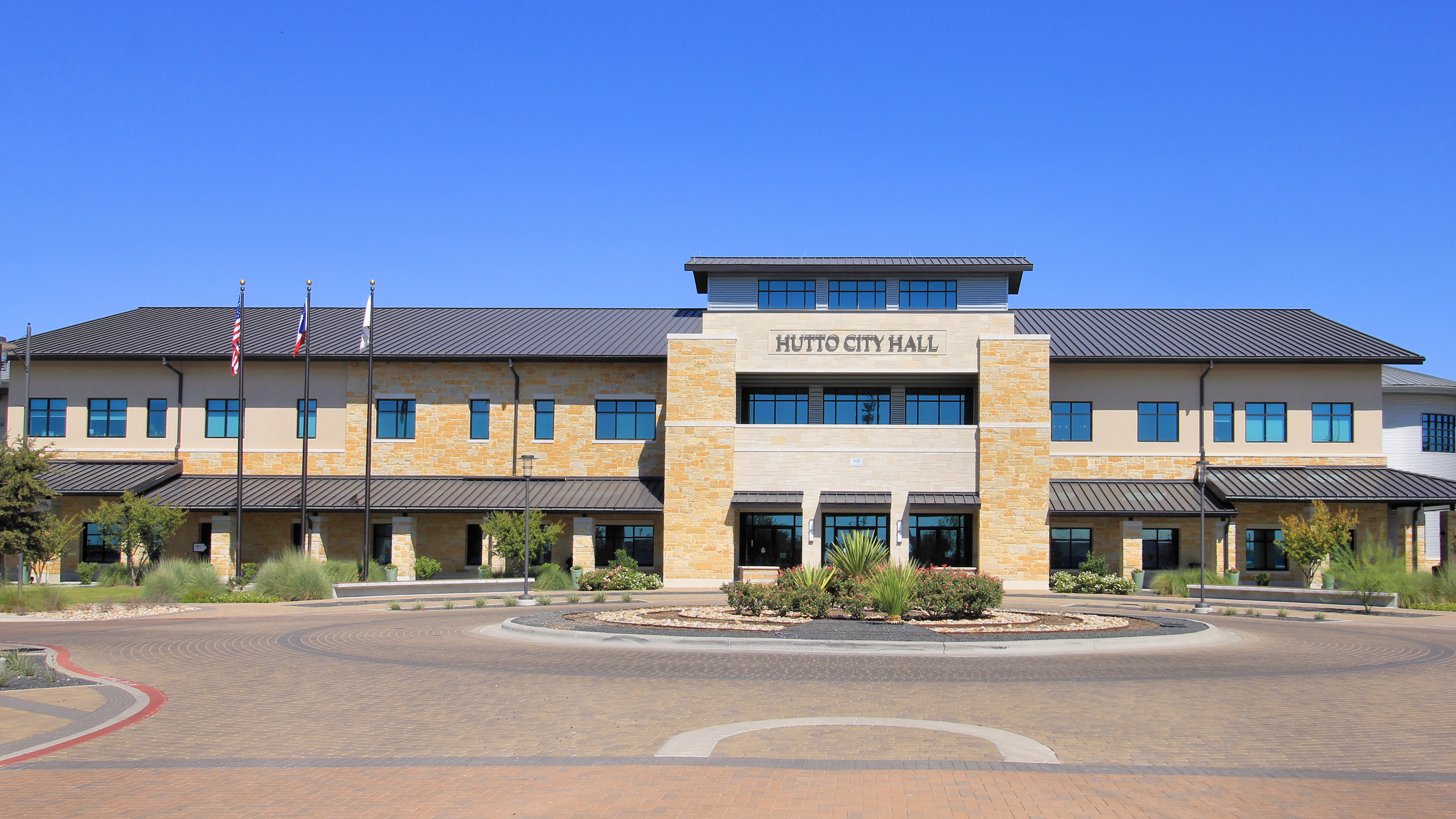
Stadshuset i Hutto.
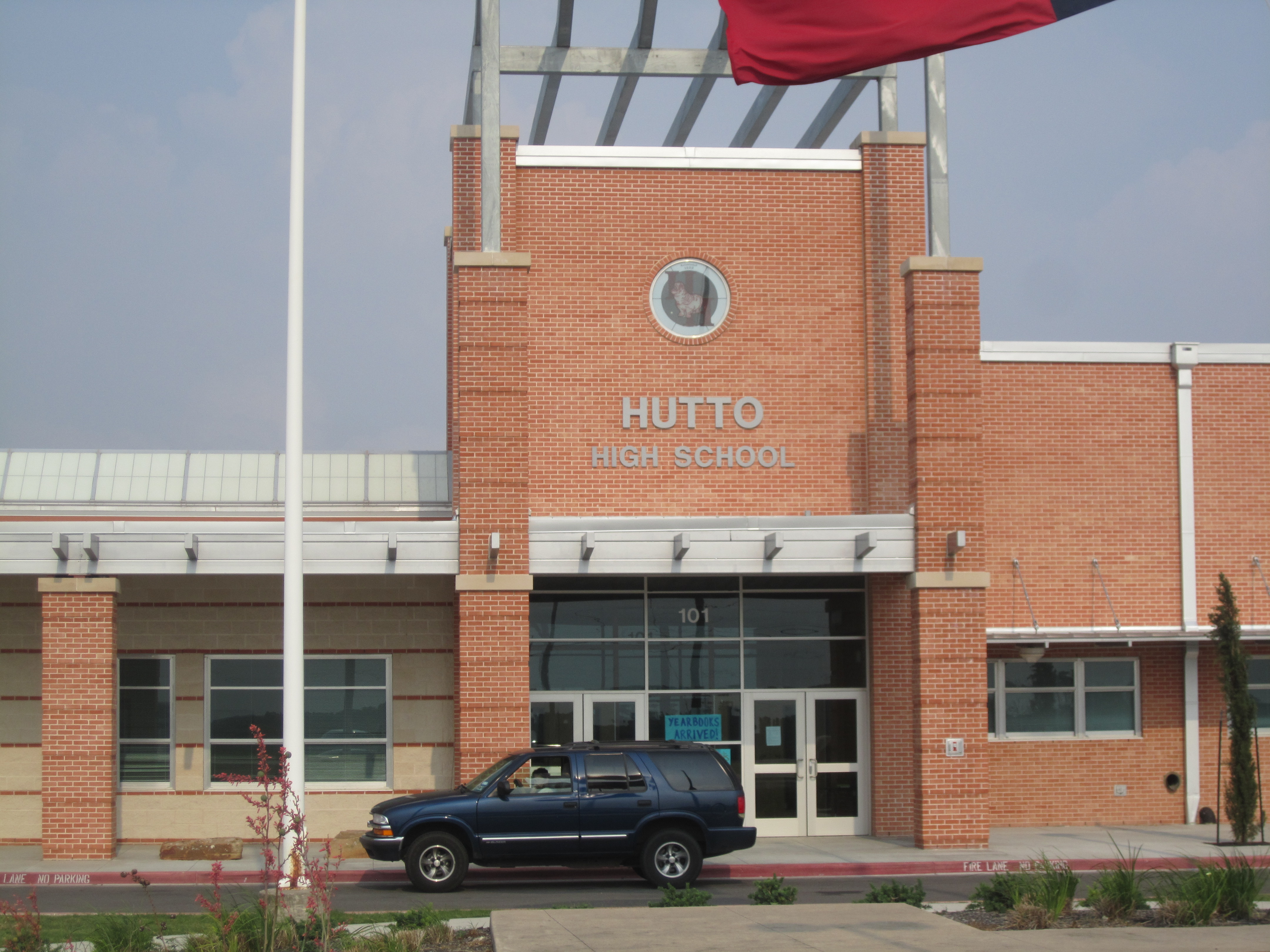
Hutto High school.
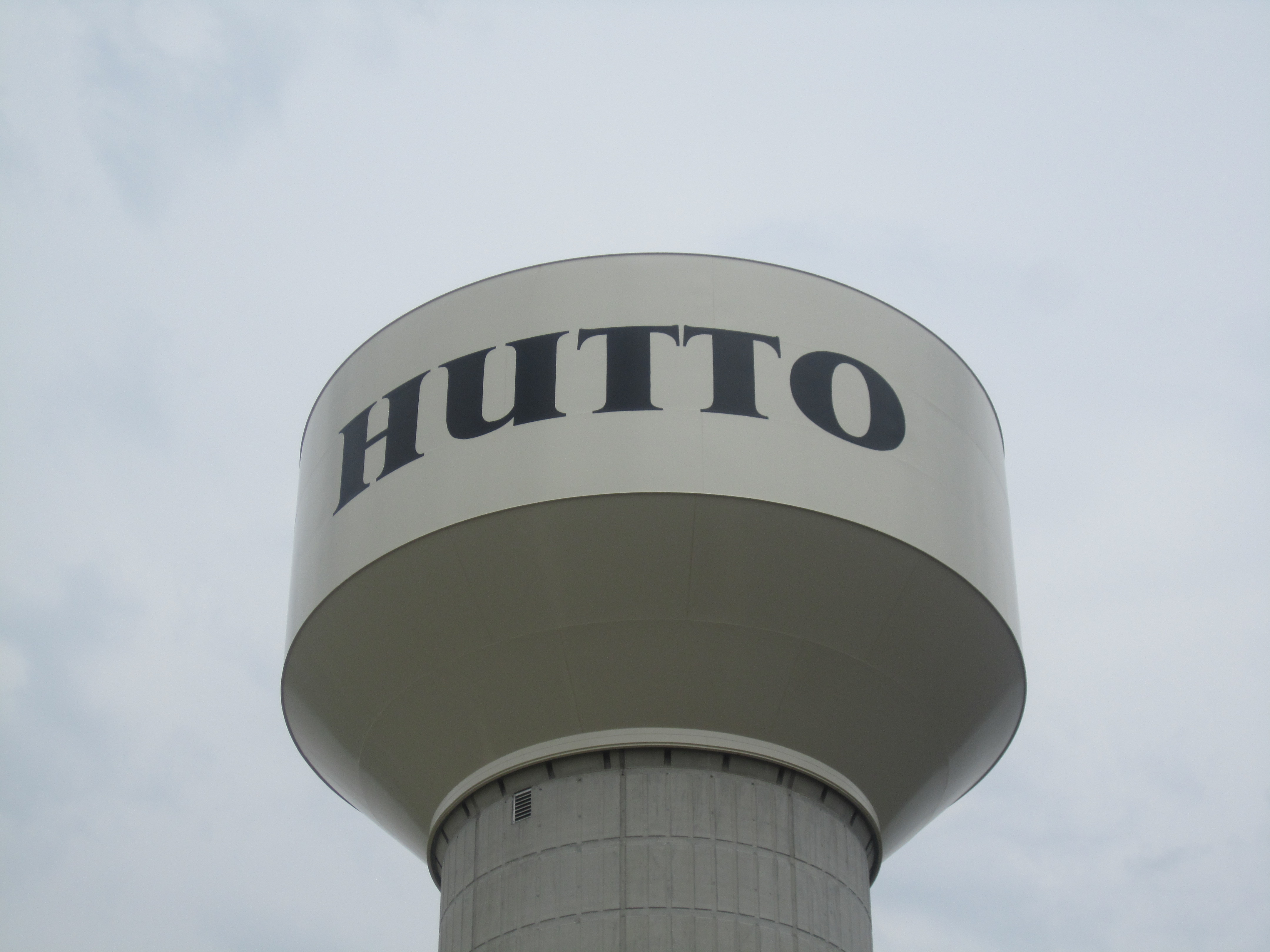
Vattentornet i Hutto.